# Jeorjos Griwas
Jeorjos Griwas, gr. Γεώργιος Γρίβας, ps. Digenis, gr. Διγενής (ur. 23 maja 1898 w Trikomo, zm. 27 stycznia 1974 w Limassol) – Cypryjczyk z pochodzenia, generał armii greckiej.
Absolwent akademii wojskowych w Atenach i w Paryżu, w trakcie II wojny światowej założyciel i dowódca skrajnie prawicowej, kontrowersyjnej Organizacji X, po wojnie skrycie działającej w greckim wojsku i policji, oskarżanej przez lewicę o skrytobójstwa działaczy lewicy i mordy w zakładach karnych. Od 1955 kierował poczynaniami cypryjskiej, podziemnej organizacji EOKA walczącej o wyzwolenie Cypru z kolonialnej zależności. Po utworzeniu państwa cypryjskiego założyciel organizacji EOKA B, skierowanej przeciw obywatelom Cypru narodowości tureckiej i z celem unii (gr. enosis) Cypru z Grecją. Zdaniem wielu źródeł była to także samoobrona ludności greckiej.